# Virgile travesti
Virgile travesti è una parodia dell'Eneide di Virgilio scritta da Paul Scarron.
Pubblicato tra il 1648 e il 1653, è spesso considerato il capolavoro della letteratura burlesca del XVII secolo. Nello spirito della parodia dell'Eneide di Lalli, Scarron riuscì a distribuire, nei sette libri che costituiscono la sua opera, tutta la vivacità della sua arte, senza renderla una poesia semplicemente grottesca e stravagante. Ma la sua morte nel 1660 interruppe il suo compito, il che spinse altri autori successivi, come Jacques Moreau o Pierre Brussel, a cercare di seguirlo.
| Controllo di autorità | GND (DE) 1212483332 · BNF (FR) cb326075551 (data) |